# Squinzano
Squinzano (Schinzànu in dialetto salentino) è un comune italiano di 13 257 abitanti della provincia di Lecce in Puglia.
Situato nel Salento, ai limiti più settentrionali della provincia leccese, confina con la parte meridionale della provincia di Brindisi. Dal 19 gennaio 1999 si fregia del titolo di Città.

## Geografia fisica

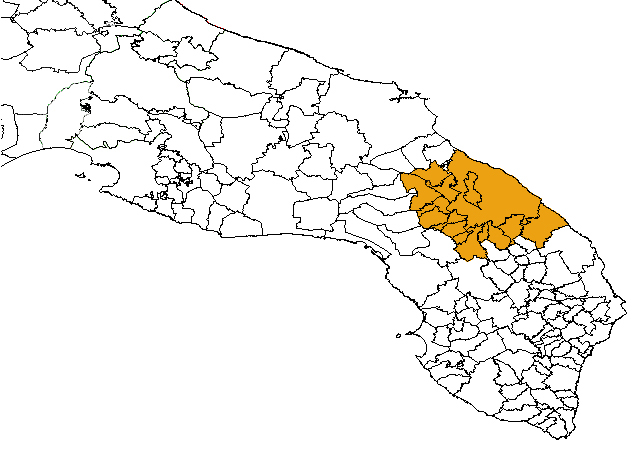
Valle della Cupa

### Territorio
Il territorio comunale, confinante con la provincia di Brindisi, si estende per 29,28 km² e comprende anche la piccola isola amministrativa denominata "Settedolori" interclusa nel comune di Torchiarolo. È parte della Valle della Cupa, ossia di quella porzione di pianura salentina, intorno al capoluogo leccese, caratterizzata da una grande depressione carsica. Il territorio risulta compreso tra i 15 e i 57 metri sul livello del mare, con l'altezza massima che si raggiunge presso la Serra di Sant'Elia.
Al comune appartiene la parte settentrionale della marina di Casalabate, sulla Costa adriatica.
Squinzano confina a nord con i comuni di Cellino San Marco (BR) e San Pietro Vernotico (BR), a est con i comuni di Torchiarolo (BR) e Lecce, a sud con il comune di Trepuzzi, a ovest con il comune di Campi Salentina.
- Classificazione sismica: zona 4 (sismicità molto bassa), Ordinanza PCM n. 3274 del 20/03/2003

### Clima
Dal punto di vista meteorologico Squinzano rientra nel territorio del Salento orientale che presenta un clima mediterraneo, con inverni miti ed estati caldo umide. Le precipitazioni sono più frequenti in autunno e in inverno. La primavera e l'estate sono caratterizzate da lunghi periodi di siccità.
Facendo riferimento alla ventosità, i comuni del Salento orientale sono influenzati fortemente dal vento attraverso correnti fredde di origine balcanica, oppure calde di origine africana.
- Classificazione climatica di Squinzano:[8]
  - Zona climatica: C
  - Gradi giorno: 1105

## Origini del nome
Il nome trae origine da una chiara matrice romana. Il casale sorse nel luogo in cui il console Tito Quinzio Flaminino eresse la sua abitazione privata durante le guerre con Taranto; dapprima Quintianum, il toponimo divenne Quinzano e infine Squinzano.

## Storia
La tradizione orale attribuisce la nascita del casale al console romano Tito Quinzio Flaminino, che nel corso delle guerre tarantine del 190 a.C. eresse la sua dimora, la Villa Quintiana, in questo luogo. Rimasto per secoli un minuscolo casale abbandonato, si sviluppò accogliendo un gran numero di profughi della vicina città messapica di Valesio, distrutta dal re normanno Guglielmo il Malo nel 1157.
Durante il Medioevo seguì le vicende dalla Contea di Lecce. Con Tancredi d'Altavilla visse un periodo di prosperità dovuto ai privilegi concessi e all'esonero da molte tasse. Nel 1520, nel corso della guerra ispano-francese per la dominazione sul Mezzogiorno italiano, fu teatro di uno scontro tra gli opposti eserciti svoltosi sul "monte della Battaglia". Nel 1560 Squinzano divenne, con regio decreto, libero Comune demaniale, ma nel 1623 motivi economici costrinsero a rivendere tale titolo per tornare a essere un Comune feudale, del quale fu beneficiario il nobile spagnolo Giovanni Enriquez. Questi, amante dell'Ordine Francescano, fece costruire un convento adiacente alla preesistente chiesa di Santa Maria delle Grazie, inaugurato nel 1625 e successivamente ampliato. Sempre in questi anni, nel 1627 fu portata a compimento la costruzione della chiesa della Santissima Annunziata, la cui edificazione fu incentivata dall'evento prodigioso dell'apparizione della Madonna a una pia donna del paese, tale Maria Manca, avvenuta secondo la tradizione nel 1618. Alla morte di Giovanni (1626) successe il figlio Gabriele Agostino, il quale ottenne il titolo di Principe di Squinzano. Dopo la morte improle di quest'ultimo, il titolo principesco passò ai nobili Filomarino di Cutrofiano. L'abolizione del feudalesimo riuscì a liberare il territorio di Squinzano dalle soggezioni nobiliari ed ecclesiastiche e lanciò il paese verso lo sviluppo economico, demografico e urbano.
Nel XIX secolo Squinzano intraprese la lotta contro la dominazione straniera dapprima con la Carboneria, successivamente con la Giovane Italia. Alla fine delle lotte risorgimentali il voto di annessione al neo costituito Regno d'Italia fu quasi unanimemente espresso dai suoi abitanti. La situazione economica si accrebbe notevolmente; tra il 1869 e il 1891 venne costruita la stazione ferroviaria che, posta in una posizione intermedia tra Brindisi e Lecce, trasformò il paese in centro delle attività dell'intero comprensorio. Tra il 1870 e il 1910 la popolazione aumentò fino a raggiungere i 7 500 abitanti e superò quota 10 000 all'indomani della prima guerra mondiale.
Il periodo del ventennio fascista e successivo alla Liberazione del 1945 è comune a tutti i centri agricoli del Sud, gravato da numerosi sacrifici economici e pieno di grandi speranze per il futuro.

### Simboli
Stemma
(DPR del 10 luglio 2000)
Gonfalone
(D.P.R. del 10 luglio 2000)
Stemma e gonfalone comunali sono stati modificati in occasione del conferimento al comune di Squinzano del titolo di Città in data 19 gennaio 1999. Tuttavia il Comune è ancora rappresentato dai vecchi simboli, essendo in corso di realizzazione il disegno ufficiale del nuovo stemma. Il vecchio gonfalone è di colore bianco e riporta lo stemma in cui è rappresentata un'aquila che regge uno scudo con la raffigurazione di un leone che esce dalla foresta.

## Monumenti e luoghi d'interesse

### Architetture religiose

#### Chiesa di San Nicola

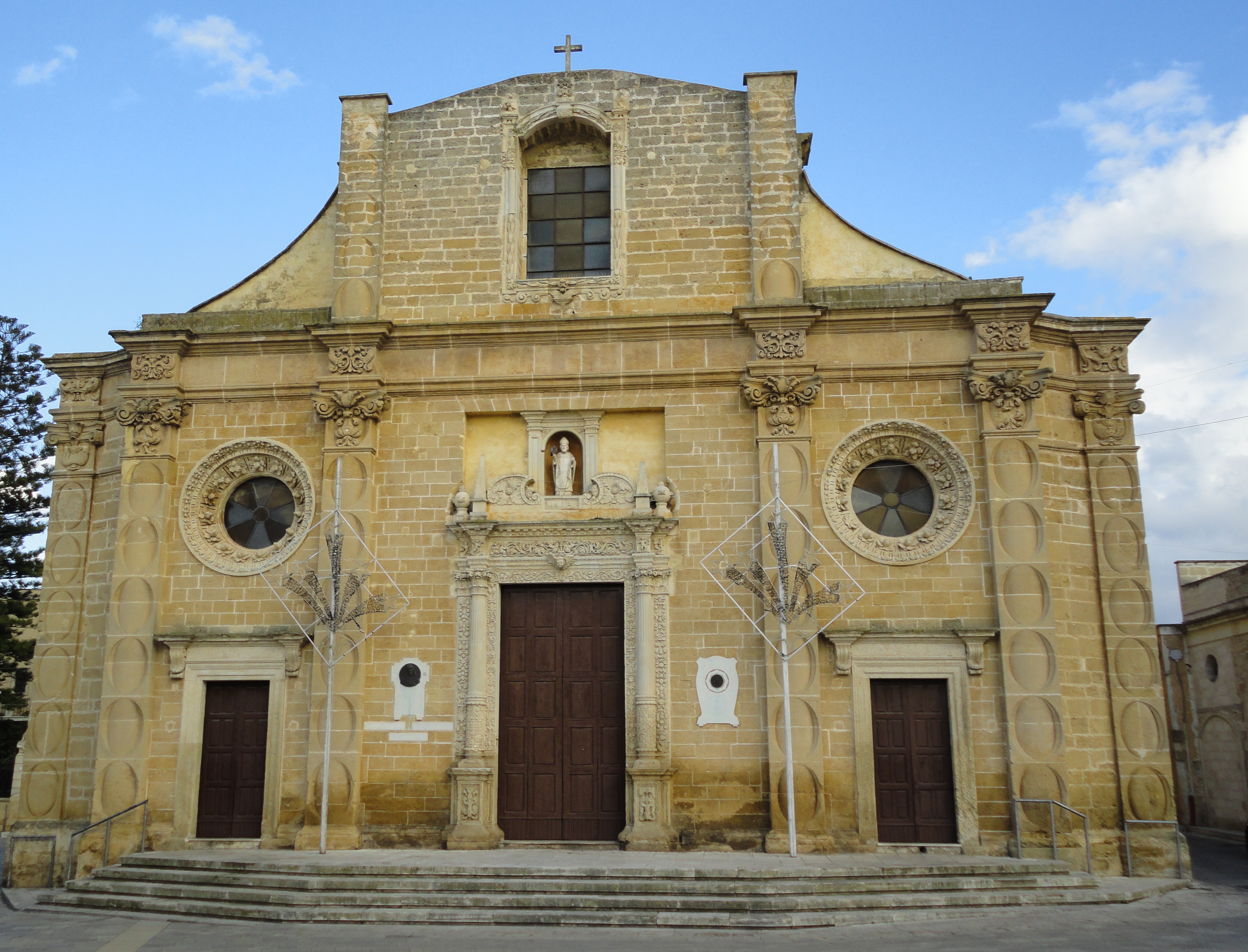
Chiesa di San Nicola

La chiesa madre, dedicata al patrono san Nicola, fu edificata tra il 1590 e il 1612, quando sorse come chiesa parrocchiale in sostituzione della chiesa della Visitazione di dimensioni non più adeguate all'accresciuto numero di abitanti. La chiesa sorge sui resti di un antico luogo di culto con cripta dedicato a San Nicola risalente a prima del XII secolo e officiato dai monaci Basiliani.
Presenta una facciata in pietra di carparo, con caratteristiche rinascimentali, tripartita da paraste con decorazioni ovali simili a quelle del Sedile di Lecce. Il portale d'ingresso, finemente decorato da una cornice in pietra leccese del 1612, è sovrastato da una nicchia contenente la statua di San Nicola (1969). In corrispondenza delle porte laterali si aprono due rosoni riccamente scolpiti. Il campanile a pianta quadrata, realizzato dall'architetto locale Saverio Tommasi e ultimato nel 1658, si innalza su cinque piani per 32 metri.
L'interno è a croce latina, diviso in tre navate da sedici poderosi pilastri che reggono la copertura a volte. All'incrocio del transetto con la navata centrale si innalza una cupola ellissoidale realizzata nel 1801. L'abside accoglie l'altare maggiore, acquistato dal Convento di Santa Chiara a Napoli nel 1828, e un coro ligneo intagliato in noce scuro del 1843, sul quale campeggia un organo a canne costruito, in sostituzione del vecchio, nel 1964. Lungo le navate laterali e nel transetto si dispongono gli altari dedicati (dalla navata sinistra a quella destra) all'Annunziata, a San Francesco d'Assisi, allo Spirito Santo, al Santissimo Sacramento, a San Nicola, al Crocifisso, alla Madonna del Rosario, a Santa Maria dei Martiri, alla Pietà, a Sant'Oronzo.

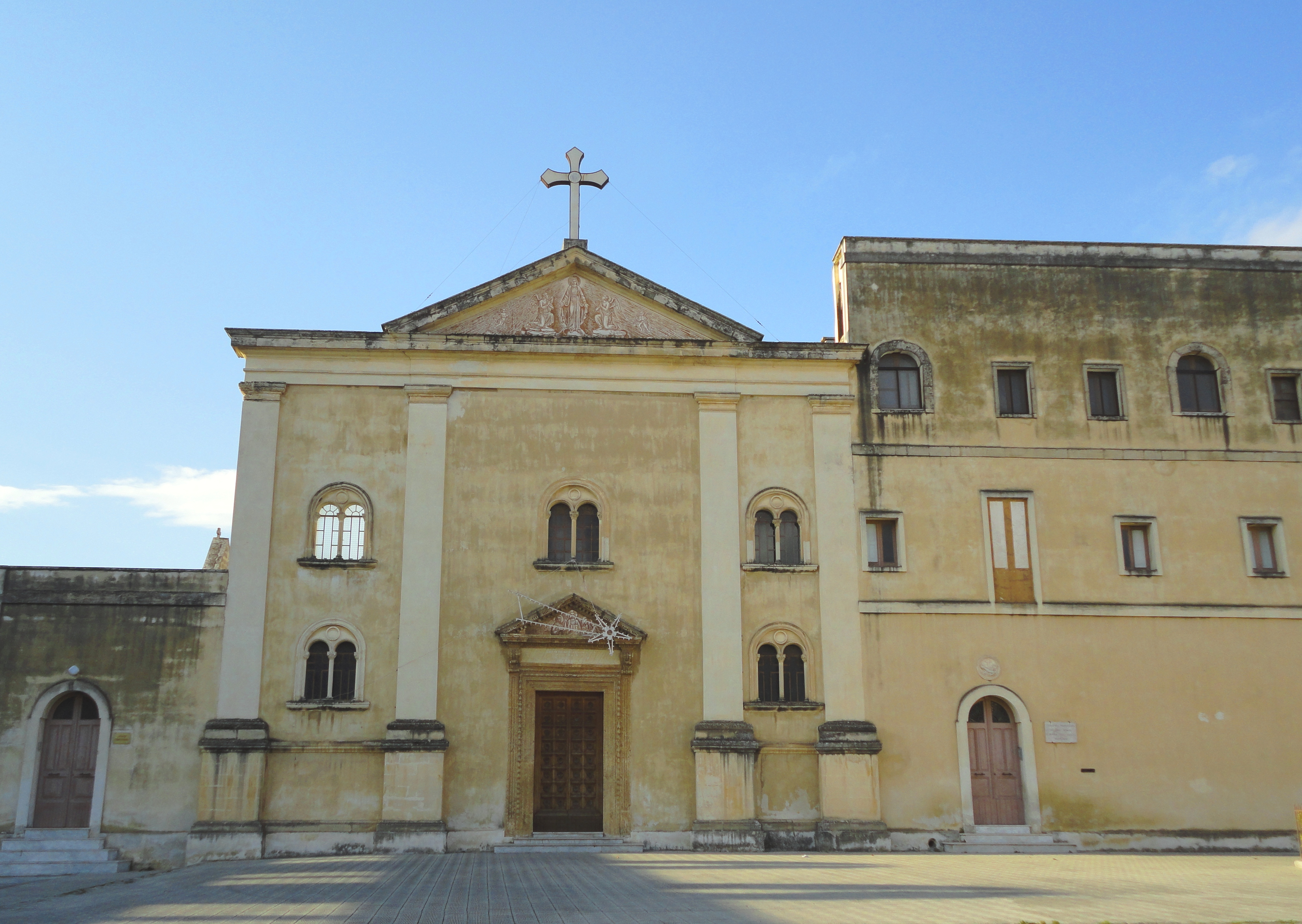
Chiesa Santa Maria delle Grazie

#### Chiesa di Santa Maria delle Grazie
La costruzione della chiesa di Santa Maria delle Grazie avvenne dal 1559 al 1583; verso la fine del XVII secolo venne restaurata e ampliata a tre navate per volontà del guardiano Padre Ambrogio di San Nicola. Nel 1623, il feudatario Giovanni Enriquez incoraggiò la venuta dei Frati Minori Riformati i quali presero possesso della chiesa ed edificarono l'attiguo convento. Chiuso nel 1652 da Innocenzo X per la scarsità di frati che lo abitavano, fu riaperto nel 1671 dai Frati Minori Scalzi e nel 1675 fu adibito a noviziato. Dopo la soppressione degli ordini religiosi (1866) il convento fu trasformato in ospedale e ricovero di mendicità dove i frati vi rimasero per opere di assistenza. Fra i frati che dimorarono nel convento è da menzionare Sant'Egidio Maria da Taranto, al quale si collega il culto verso la Madonna del Pozzo.
La chiesa, ora sede parrocchiale, presenta una sobria facciata scandita da paraste poggianti su alti basamenti e caratterizzata da cinque bifore, di cui quella centrale posta in asse con il portale d'accesso. A coronamento del prospetto è posto un timpano triangolare sul quale è raffigurata la Vergine tra angeli oranti.
L'interno, rinnovato nel corso dei secoli, è suddiviso in tre navate terminanti con absidi e scandite da archi a tutto sesto.

#### Chiesa della Santissima Annunziata
La chiesa della Santissima Annunziata, fondata nel 1618 da parte della devota Maria Manca in seguito a un evento prodigioso, fu terminata nel 1627.
La facciata, inquadrata da due paraste con capitelli corinzi, è caratterizzata da un elegante portale barocco, sormontato dalla statua del Redentore e affiancato da due nicchie ospitanti le statue dell'Arcangelo Gabriele e della Madonna. In asse col portale vi è un decoratissimo finestrone rettangolare il cui timpano interrompe il cornicione sul quale sono incise in latino le prime parole dell'Ave Maria. Un motivo di quattro festoni attraversa tutto il prospetto. La facciata termina con un timpano mistilineo nel quale si apre una nicchia vuota.
L'interno, a navata unica con volta a botte unghiata, è un susseguirsi di opere d'arte. Lungo le pareti si aprono quattro arcate per lato nelle quali sono contenute le tele a soggetto mariano della Visitazione, della Purificazione, dell'Immacolata, della Natività, dell'Assunzione e della Presentazione. Sul fondo del presbiterio è addossato il barocco altare maggiore, realizzato in pietra e contenente un'immagine della Madonna col Bambino di epoca cinquecentesca. A lato dell'altare vi è l'organo settecentesco e il coro.

#### Chiesa di San Giovanni Battista
La chiesa di San Giovanni Battista fu edificata nel XVII secolo essendo documentata per la prima volta in una visita pastorale del 1670. Intorno alla metà del XVIII secolo, divenuta sede della Confraternita dell'Immacolata, subì un radicale intervento di restauro resosi necessario per le precari condizioni in cui versava la struttura. A questo periodo si deve la sostituzione dell'originario soffitto ligneo con l'attuale volta in muratura.
La sobria facciata, priva di decorazione, si caratterizza per il portale d'ingresso inquadrato da due semicolonne corinzie che sorreggono l'architrave. Due nicchie murate sono posizionate ai lati del portale. L'edificio è dotato di campanile a vela con due fornici.
L'interno, ad aula unica rettangolare scandita in due campate voltate a crociera, è interamente decorato con stucchi. Il presbiterio accoglie un barocco altare maggiore sul quale campeggia un grande dipinto raffigurante la Vergine Immacolata. Nelle brevi cappelle della navata sono ospitati quattro altari con relative tele o statue dei santi a cui sono intitolati.

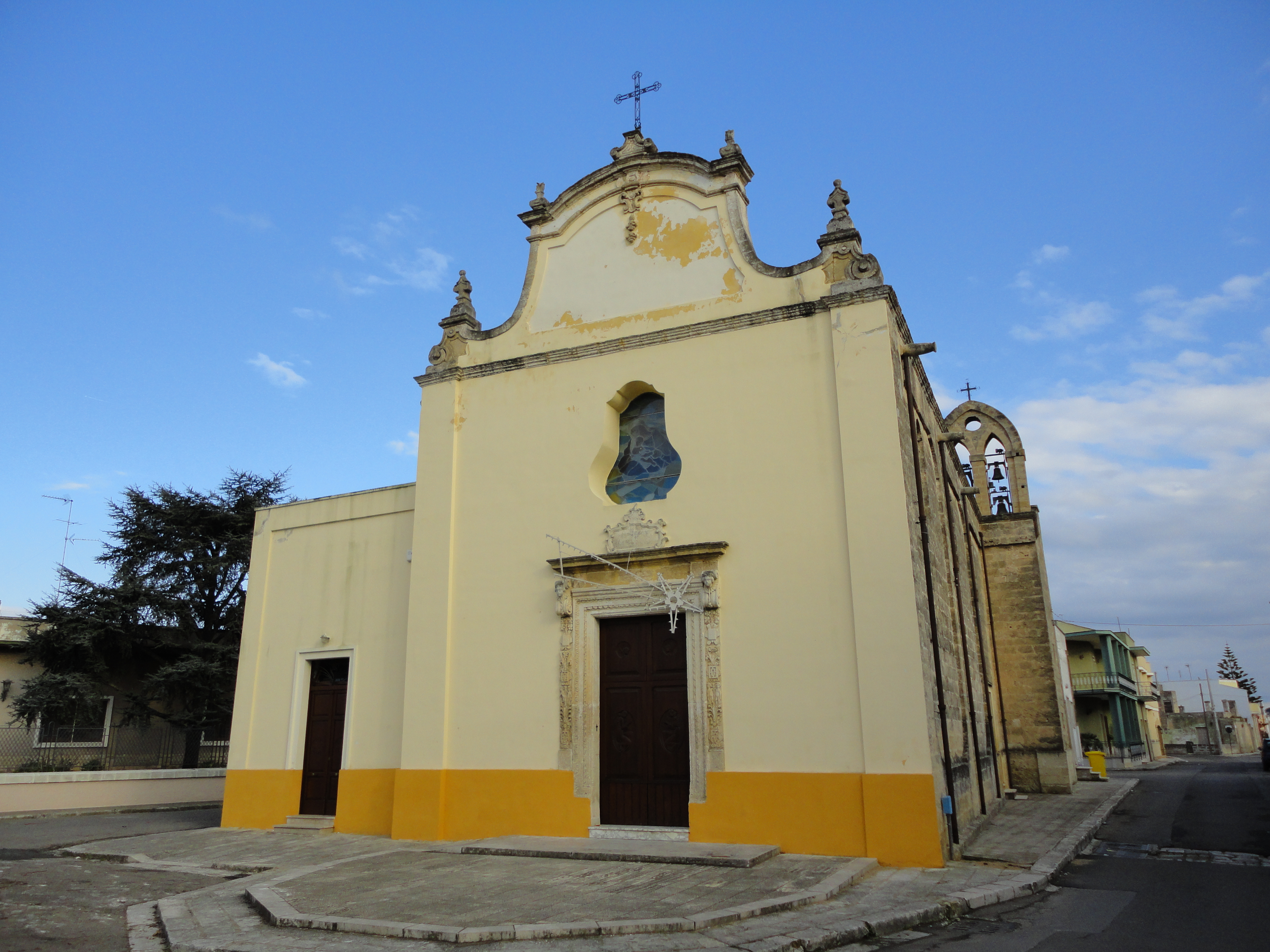
Chiesa di Mater Domini.

#### Chiesa di Mater Domini
La chiesa di Mater Domini, sede dell'omonima parrocchia, ha antiche origini sebbene l'attuale struttura sia stata terminata nel 1727 come si evince dall'iscrizione posta sul cartiglio sovrastante il portale d'accesso.
La facciata, delimitata tra due paraste lisce, si connota per la sua semplicità e per l'attenzione rivolta all'elemento del portale barocco con stipiti elegantemente decorati. Sull'architrave del portale campeggia il cartiglio commemorativo dell'inaugurazione dell'edificio e al centro si apre una finestra lobata. La terminazione superiore è caratterizzata dalla presenza delle tipiche volute di raccordo tra la trabeazione e il frontone curvilineo sommitale sul quale sono posizionati alcuni acroteri. La chiesa è dotata di campanile a vela nel quale si apre una bifora ospitante le campane.
L'interno è a navata unica suddiviso in campate da paraste sormontate da una cornice che ne percorre tutto il perimetro. Lungo le pareti sono presenti due tele di primo Ottocento del pittore leccese Pasquale Grassi e le statue in cartapesta di San Rocco e della Madonna del Buon Consiglio, quest'ultima opera dello scultore Salvatore Sacquegna. L'abside, modificato negli anni sessanta del secolo scorso, è privo di altare maggiore.

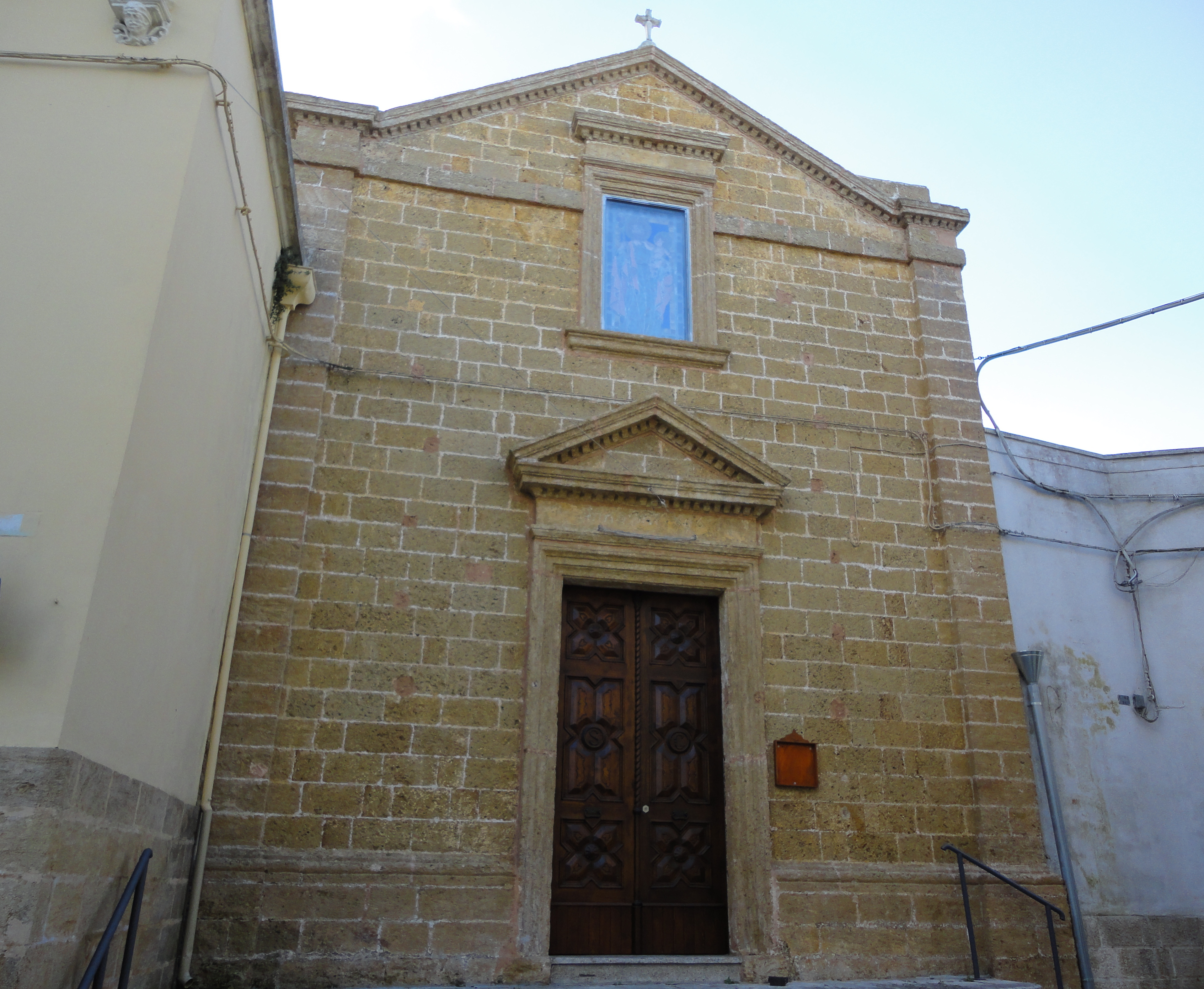
Cappella San Giuseppe Patriarca

#### Cappella di San Giuseppe Patriarca
La cappella di San Giuseppe presenta una sobria facciata in carparo, con copertura a capanna, sulla quale si apre il portale d'ingresso timpanato e sovrastato da un finestrone rettangolare. Sul portale è incisa la data 1696.
L'interno, a navata unica, è scandito in tre campate ed è caratterizzato da medaglioni, disposti tra volute, nei quali sono raffigurate scene della vita di san Giuseppe e gli Evangelisti. Oltre all'altare maggiore dedicato al titolare, sono presenti tre altari minori dedicati a sant'Anna, all'Addolorata e al Sacro Cuore di Maria.

#### Cappella di San Leonardo
La cappella di San Leonardo risale al XVII secolo e fu innalzata su iniziativa di tal Santi Serrati. L'edificio presenta una facciata con portale d'ingresso sormontato da un timpano triangolare, elemento architettonico riproposto anche sul coronamento superiore. Arricchiscono il prospetto due alte lesene ioniche percorse da un motivo a losanghe e legate da tre festoni. L'incisione SS. ROSARIO, posta sulla base del timpano, ricorda l'originaria intitolazione della chiesa. L'interno è a navata unica con volta in muratura realizzata nel corso del XIX secolo. L'altare, collocato sulla parete di fondo, è un tipico esempio di barocco salentino. Realizzato in pietra leccese, è caratterizzato dalla presenza di due colonne tortili, scanalate, ricche di motivi decorativi fitomorfi. Al centro dell'altare è collocata una statua in cartapesta della Madonna del Rosario tra san Domenico di Guzmán e santa Caterina da Siena. In quattro nicchie sono custoditi i simulacri di San Michele Arcangelo, di Sant'Anna con Maria bambina, di Sant'Antonio da Padova e di San Leonardo.

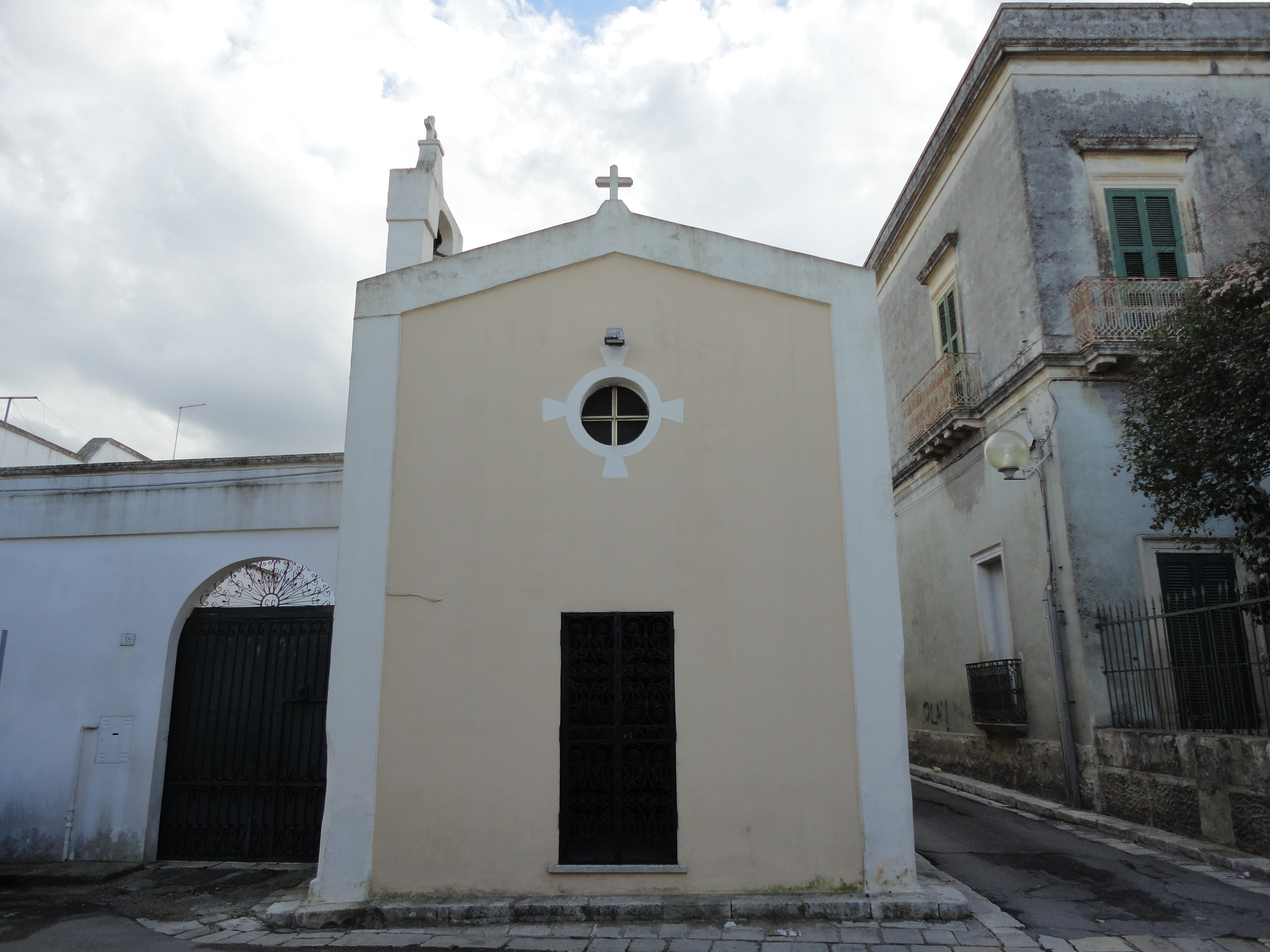
Cappella Madonna dei Martiri

#### Cappella della Madonna dei Martiri
La cappella della Madonna dei Martiri è un piccolo edificio settecentesco, originariamente di pertinenza del Seminario diocesano di Lecce. Sul semplice prospetto a capanna, delineato da una liscia cornice, si apre il portale d'ingresso e una finestra circolare. Sulla sinistra si erge un campanile a vela. L'interno, ad aula unica con volta a stella, custodisce un altare con tela raffigurante la Vergine col Bambino.

#### Chiesa di Maria Regina
La chiesa di Maria Regina, incominciata nel 1954 per volontà di don Nicola Leone, fu completata e consacrata il 31 maggio 1969. Possiede una struttura ovale in stile moderno ed è costruita in carparo e cemento; internamente di rilevanza artistica è un gigantesco mosaico, opera della ditta Mellini di Firenze, raffigurante la Vergine titolare del tempio nella sua celestiale regalità; sulla parte anteriore dell'antistante altare maggiore si nota un paliotto in bronzo fuso, diviso in tre sezioni sulle quali sono raffigurati tre episodi biblici relativi ad altrettanti personaggi: Abele, Abramo e Melchisedek; lateralmente vi è l'altare del Sacramento, anche questo ricoperto nella parte anteriore da un paliotto e sormontato da un pregevole Crocifisso.

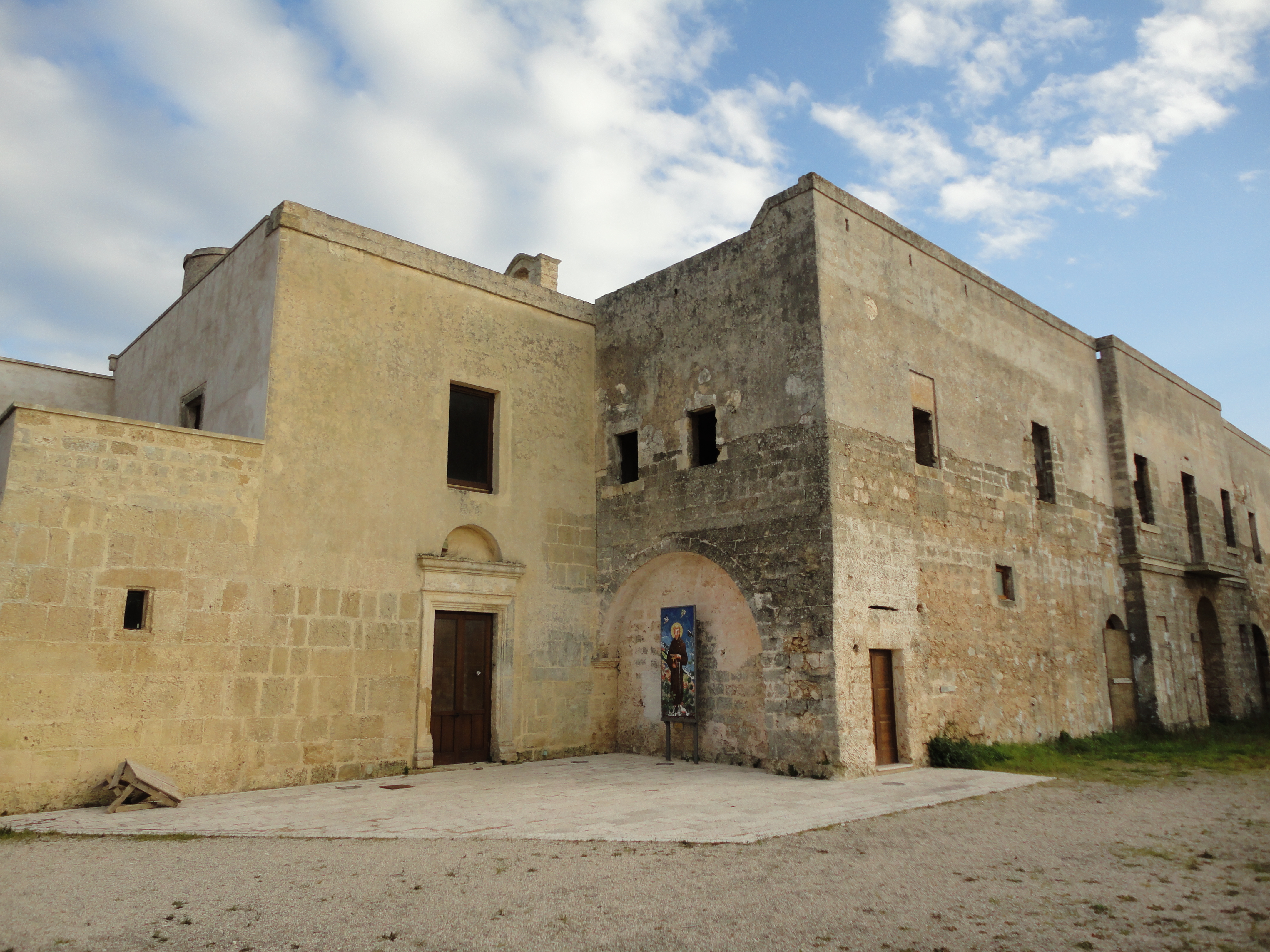
Convento di Sant'Elia

#### Convento di Sant'Elia
Il convento di Sant'Elia (sito nel territorio del Comune di Trepuzzi) fu costruito nel 1575 per volontà del barone di Campi Luigi Maria Paladini, il quale volle nel suo territorio una comunità di Cappuccini. Il complesso conventuale sorse su preesistenze monastiche basiliane e normanne e riprende i semplici canoni costruttivi imposti dall'ordine francescano. Soppresso nel 1811 in seguito all'ordinanza murattiana, il convento fu chiuso e incamerato dallo Stato e successivamente acquistato da privati. Nonostante rientri nei confini amministrativi del comune di Trepuzzi, per tradizione è collegato alla cittadina di Campi Salentina. La città meno distante è tuttavia Squinzano. Nel 2002 i tre comuni hanno sottoscritto un accordo per la gestione associata finalizzata al recupero e alla fruizione del monumento.
Alla struttura conventuale, costituita dal chiostro, dal refettorio, dalla foresteria e dalle celle per i monaci, è addossata una chiesa di modeste dimensioni restaurata nel 2008. Il restauro ha riportato alla luce i resti mortali di alcuni frati traslati il 23 novembre dello stesso anno nel convento dei frati Cappuccini di Campi Salentina.

#### Altre chiese
- Chiesa del Crocifisso. Edificata tra il XII e il XIII secolo, è stata la prima chiesa del paese. Anticamente era dedicata alla Visitazione e fu radicalmente ristrutturata nell'Ottocento. All'interno conserva alcuni affreschi, statue e un Crocifisso ligneo. L'altare maggiore è sormontato da un bassorilievo raffigurante la Visita di Maria a santa Elisabetta.
- Cappella di Sant'Elisabetta. Situata ai confini territoriali, in prossimità dell'abitato di Torchiarolo, è una costruzione rurale edificata per volontà di Maria Manca nella prima metà del XVII secolo come riportato nella visita pastorale di Mons. Luigi Pappacoda del 1642. Presenta una sobria facciata, con piccolo campanile a vela, e un interno a navata unica con volta a botte ribassata impostata su peducci.
- Cappella di San Salvatore. Rifatta più volte nel corso del Seicento, ospita un semplice altare maggiore sul quale campeggia un dipinto della Trasfigurazione, imitazione della celebre opera omonima di Raffaello.

### Architetture civili

#### Villa Cleopazzo
Di proprietà comunale, viene utilizzata come sede di manifestazioni, mostre ed eventi della città. Dal 2003 è anche sede della biblioteca comunale, arricchitasi successivamente con l'attivazione delle sezioni della mediateca e dell'emeroteca. La villa fu edificata per volere di Ermanno Cleopazzo tra il 1913 e il 1917. In stile Liberty, si articola su due piani; il piano terra destinato a ospitare la servitù, la cucina e i magazzini, il primo piano occupato dagli ambienti della famiglia padronale.

#### Palazzo Baronale
Il palazzo Baronale fu edificato nel XVII secolo dalla nobile famiglia spagnola degli Enriquez, principi di Squinzano. Dell'originario edificio, radicalmente restaurato verso la fine dell'Ottocento, rimane solo l'elegante portale d'ingresso che si affaccia su piazza Plebiscito. Annessa è una piccola cappella gentiliza dedicata alla Madonna del Carmine. Attualmente il palazzo è conosciuto con il nome delle famiglie proprietarie Campa-Sansonetti.

#### Altri palazzi
- Dimora don Michele Ghezzi

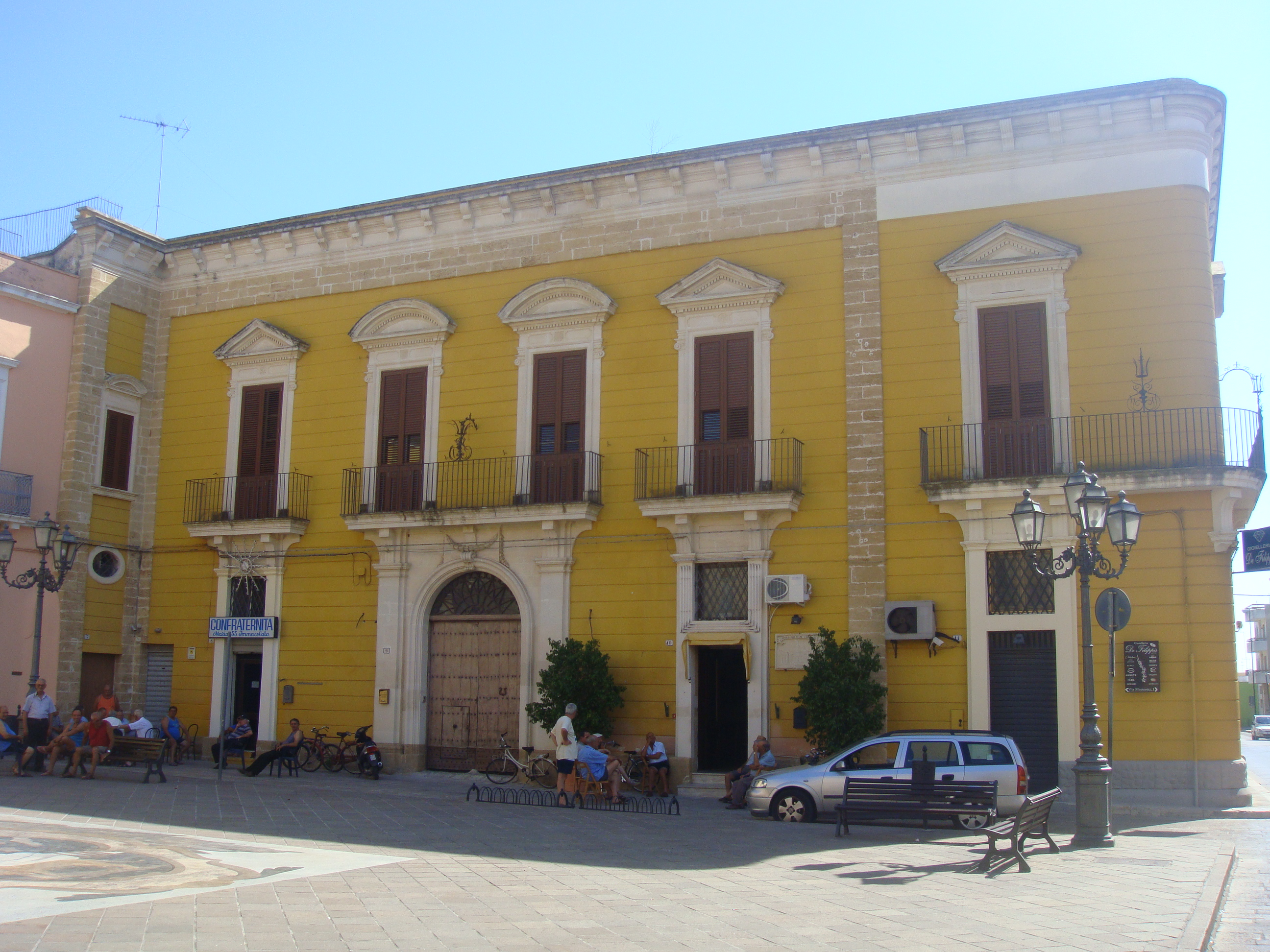
Palazzo De Castro in Piazza Plebiscito

- Palazzo ND Maria Addolorata Campa Alari
- Palazzo Margilio
- Palazzo De Filippis
- Palazzo Frassaniti
- Palazzo De Castro
- Palazzo Giordano

### Altro
- Monumento ai caduti in guerra. Opera in travertino scuro del celebre scultore leccese Eugenio Maccagnani, che riproduce l'alata Madre Italia, vittoriosa e pur mesta, che regge sul grembo il Figlio Caduto (con evidente richiamo alla Pietà di Michelangelo).

## Società

### Evoluzione demografica
Abitanti censiti

### Etnie e minoranze straniere
Al 31 dicembre 2019 a Squinzano risultano residenti 298 cittadini stranieri. Le nazionalità principali sono:

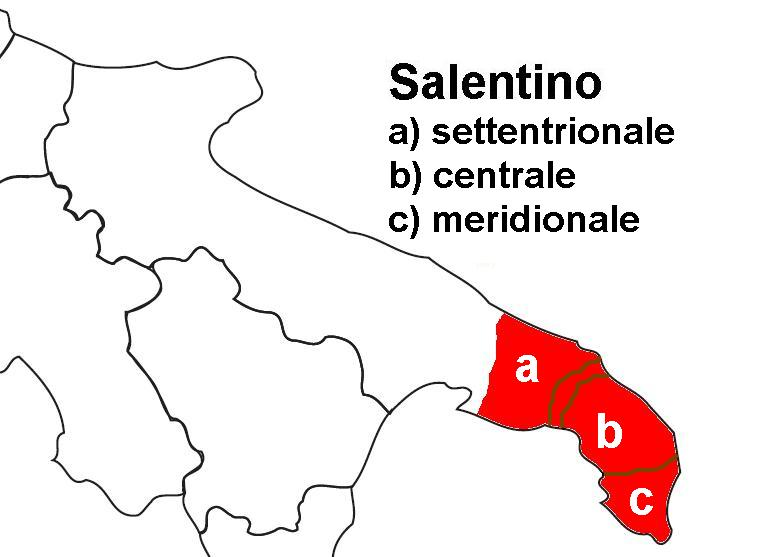
Diffusione del dialetto salentino

- Romania - 56
- Pakistan - 26
- Cina - 25
- Nigeria - 22
- Gambia - 20
- Montenegro - 15
- Mali - 14
- Senegal - 12
- Polonia - 11

### Lingue e dialetti
Il dialetto parlato a Squinzano è il dialetto salentino nella sua variante centrale che corrisponde al dialetto leccese. Il dialetto salentino, appartenente alla famiglia delle lingue romanze e classificato nel gruppo meridionale estremo, si presenta carico di influenze riconducibili alle dominazioni e ai popoli stabilitisi in questi territori nei secoli: messapi, greci, romani, bizantini, longobardi, normanni, albanesi, francesi, spagnoli.

### Religione
Squinzano è sede di una vicaria dell'arcidiocesi di Lecce comprendente le unità pastorali di Squinzano e San Pietro Vernotico. L'unità pastorale squinzanese comprende a sua volta le parrocchie del comune stesso e dei comuni di Campi Salentina, Trepuzzi e Surbo.
Le parrocchie di Squinzano sono 5: San Nicola, Mater Domini, Maria Santissima delle Grazie, Maria Santissima Regina, Maria Santissima Vergine di Fatima. Dal 2000 le parrocchie San Nicola e Mater Domini sono affidate a un solo parroco.

## Cultura

### Istruzione

#### Biblioteche
- Biblioteca comunale "Giovanni Cingolani". Sono attive anche le sezioni della mediateca e dell'emeroteca.[24]

#### Scuole
Nel comune di Squinzano hanno sede quattro scuole dell'infanzia, tre scuole primarie e due scuole secondarie di primo grado divise in due poli. Squinzano è anche sede di un istituto d'istruzione secondaria superiore che comprende il liceo scientifico, l'istituto tecnico commerciale, sito a Campi Salentina, e l'istituto professionale per i servizi commerciali ed il turismo, sito a Carmiano. È presente inoltre una scuola dell'infanzia paritaria.

#### Musei
- Museo dell'olio e del vino[26]

### Musica

#### Banda musicale dei Fratelli Abbate
L'associazione concertistica musicale "Ernesto e Gennaro Abbate" nacque il 22 febbraio 1876, in seguito alla deliberazione del consiglio comunale riunitosi in seduta straordinaria. Inizialmente ha visto susseguirsi alla direzione dell'orchestra alcuni artisti di rilievo nazionale e internazionale come Alessio Polito e Attilio Baviera, ma furono i fratelli di origine bitontina Ernesto e Gennaro Abbate che da direttori inaugurarono e vissero il periodo aureo dell'orchestra, dal primo dopoguerra fino alla morte di Gennaro.
Ernesto Abbate prese la direzione della banda comunale nel dopoguerra per l'impossibilità del suo predecessore a continuare l'opera dopo la pace del 1918. Il "Gran concerto musicale Tito Schipa" di Squinzano si esibì via via sulle piazze dei paesini locali, fino a raggiungere città come Foggia, Benevento, Sanremo, Roma, ecc. Tra i trionfi più importanti quello del 1928 a Roma, in occasione dell'adunata nazionale degli agricoltori d'Italia, alla cui manifestazione era invitata per l'appunto la Banda di Squinzano. Tra gli apprezzamenti che la banda riceveva dal mondo dello spettacolo e della musica si ricorda il celebre Pietro Mascagni che giunse a Squinzano sempre nel 1928 per assistere in Piazza Plebiscito all'esecuzione del famoso Amico Fritz. L'anno successivo segna l'apice della Banda: la città di Bologna aveva organizzato nell'ambito dell'Esposizione Internazionale, una gara fra le più note e qualificate Bande italiane da giro, alla quale non poteva mancare il Concerto Musicale di Squinzano, che dopo la magistrale esecuzione della "Sagra dei fiori", poema sinfonico di composizione dello stesso Ernesto (fatti bissare per acclamazione), e dopo quella della più popolare e nota Traviata, fu giudicata "fuori concorso" per palese ed evidente superiorità nella grazia, nella tecnica e nella finezza interpretativa. Ernesto morì prematuramente nell'aprile 1934 e come ultimo regalo alla Banda e alla città affidò la sua bacchetta al fratello Gennaro.
Gennaro Abbate era l'ultimo dei grandi musicisti pugliesi, ammirato da tanti, invidiato da molti, tra cui lo stesso Pietro Mascagni. Allietato dai richiami dei maggiori templi della lirica internazionale, dopo i successi al cospetto del re d'Italia, dello zar di Russia, del re d'Inghilterra, tutti ammaliati dalla sua opera, scelse Squinzano per raccogliere l'eredità del fratello. In poco tempo riuscì a trasformare quella che era ancora una banda, seppur di successo nazionale, in una grande orchestra, pur mantenendo propri gli strumenti delle bande. Riuscì a riportare gli spartiti nella loro dimensione originaria ottenendo risultati inimmaginabili prima di allora. Seguirono "vent'anni di successi unici" negli annali delle bande musicali, interrotti solo dalla tragica parentesi della guerra mondiale. Ma fino alla morte di Gennaro, avvenuta nel 1954, l'orchestra continuò a inanellare successi e trionfi che fecero grande il nome di Squinzano in Italia e nel mondo della musica.
Già dagli ultimi anni della gestione di Gennaro Abbate la banda era spesso affidata a dei sostituti che alleviavano il lavoro al maestro. Successivamente questi divennero i nuovi direttori d'orchestra, che perpetuarono il percorso artistico propiziato dagli Abbate, tenendo sempre i due fratelli come fonte d'ispirazione e come maestri di musica.

### Eventi
- Festa dell'Annunziata. È un evento religioso legato all'apparizione della Vergine a Maria Manca, avvenuta secondo la tradizione il 21 ottobre 1618. La festa culmina il 25 marzo con l'allestimento di una fiera-mercato.
- Festa di San Nicola. I festeggiamenti in onore del Santo Patrono si svolgono dal 4 al 6 dicembre con una grande fiera-mercato e il rinomato festival pirotecnico. La festa è stata istituita ufficialmente il 15 maggio 1763.
- Festa della Madonna del Pozzo. Seconda domenica di luglio.
- Settembre Squinzanese. È una manifestazione che racchiude un ricco cartellone di spettacoli, proiezioni di film, commedie teatrali di compagnie locali e non, rassegne musicali, mostre d'arte. Si svolge nella cornice di Villa Cleopazzo.
- Notti di San Giovanni. Rassegna di cinema e teatro che nel 2011 è giunta all'ottava edizione. Si svolge in giugno e luglio nel giardino di Villa Cleopazzo. Ogni anno prevede una "Serata d'onore" con grandi ospiti, nel 2009 Alessandro Cecchi Paone, nel 2010 Emilio Solfrizzi e Antonio Stornaiolo, nel 2011 Michele Placido, nel 2012 Antonella Ruggiero[28].

## Economia
Importante centro agricolo, dalla forte vocazione olearia, ospita aziende collegate al settore per la produzione di vini tipici come il Negroamaro e il Malvasia, oltre che di ortaggi. La grande produzione di olio di oliva è proveniente da piante in prevalenza della tipologia "oglialora" e "nardò", riconoscibili per l'imponente struttura delle chiome. Presente è anche l'attività manifatturiera legata all'abbigliamento, all'artigianato del legno, della lavorazione di infissi e al settore metalmeccanico. Numerose le medio-piccole ditte di costruzioni edile, attività commerciali, aziende artigiane e di trasporti rappresentano una cospicua percentuale dell'indotto imprenditoriale della città.
Buona parte dell'indotto economico è dato dai numerosi impiegati (statali e del comparto artigianale) che lavorano nella vicina città di Lecce e quello dei pendolari a medio-lunga distanza (da Brindisi e Bari), quale il personale dei comparti difesa e sicurezza. Nella media regionale il tasso di disoccupazione.

## Infrastrutture e trasporti

### Strade
I collegamenti stradali principali sono rappresentati da:
- Strada statale 613 Brindisi-Lecce
- Strada statale 7 ter Salentina

Il centro è anche raggiungibile dalle strade provinciali interne: SP4 Squinzano-Campi Salentina, SP5 Squinzano-Torchiarolo, SP95 Squinzano-Cellino San Marco, SP96 Squinzano-Casalabate, SP100 Squinzano-Casalabate-intersezione SP236 per Surbo, SP357 San Pietro Vernotico-Squinzano-Trepuzzi.

### Ferrovie
La cittadina è servita da una propria stazione ferroviaria della linea Adriatica delle Ferrovie dello Stato. È attualmente attiva per il servizio passeggeri sulla linea Bari–Lecce: presso di essa effettuano fermata vari treni regionali e nazionali.

## Sport

### Calcio
La principale società di calcio della città è l'Asd Squinzano Calcio 1913. Il club gioca nello Stadio Santo De Ventura, capace di ospitare fino a 2 500 spettatori. 

### Impianti
Lo stadio è intitolato alla memoria di Santo De Ventura, personaggio cittadino e figura storica del calcio squinzanese. 
L'impianto fu costruito durante nel 1961 ed è costituito da una tribuna centrale coperta e due ali laterali scoperte, da una gradinata opposta (distinti) e da una gradinata nord, la struttura può contenere circa 2 500 spettatori.
- Ubicazione: Via Brindisi
- Superficie terreno: Erba naturale
- Capacità: Attualmente l'agibilità è di circa 2 500 posti

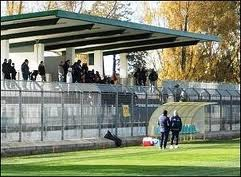

- Copertura campo: Coperta la tribuna centrale
- Pista di atletica: Assente
- Proprietario: Comune di Squinzano
- Posti a sedere:
Tribuna centrale (500 posti circa)
Tribune laterali (500 posti circa)
Gradinata (700 posti circa)
Curva Nord (500 posti circa)